# West Vancouver Blue Bus

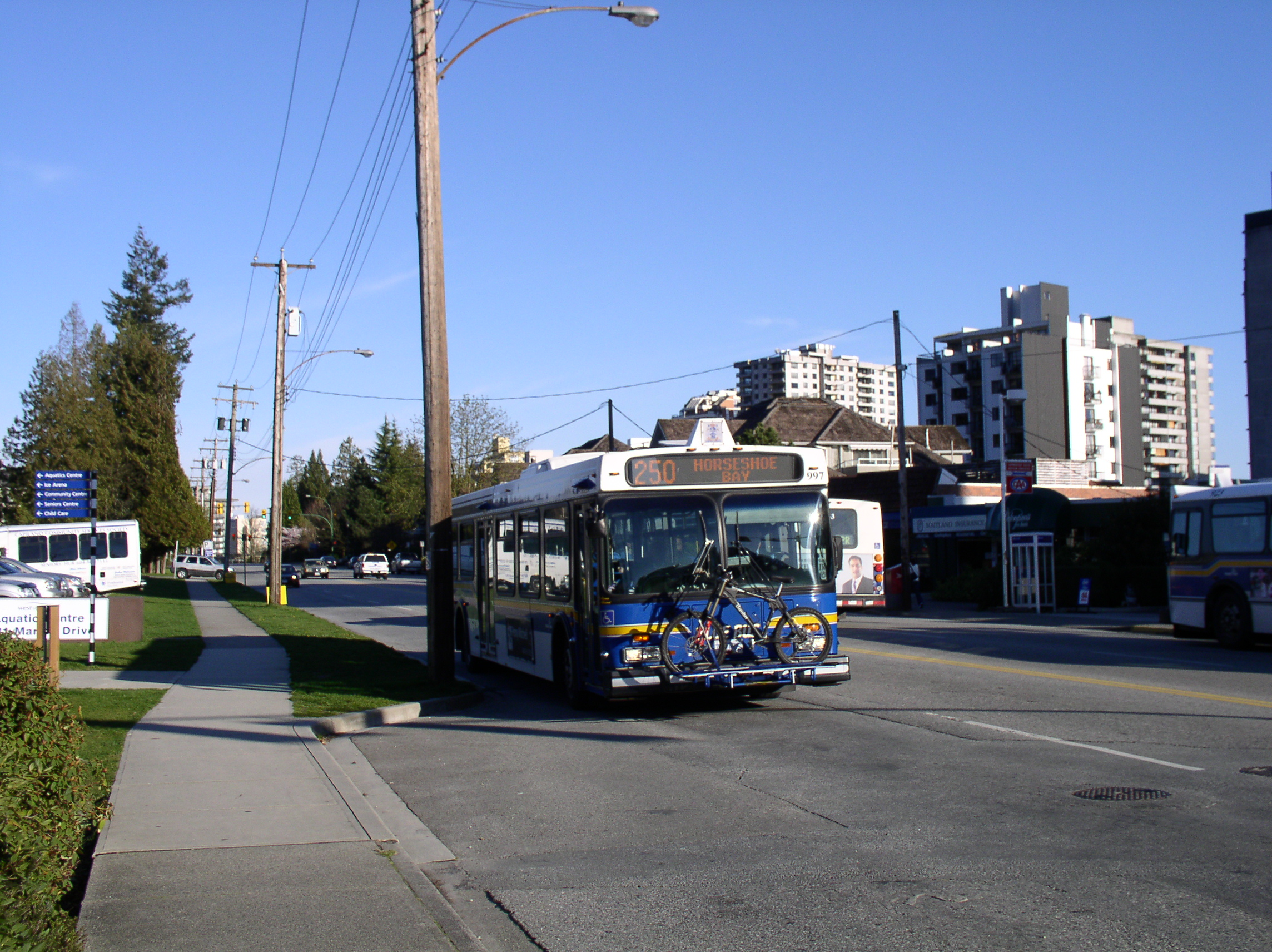
Ein Bus in West Vancouver

West Vancouver Blue Bus ist ein Busunternehmen in der kanadischen Stadt West Vancouver. Das 1912 gegründete Unternehmen ist bis heute im Besitz der Stadt geblieben und ist somit der älteste ununterbrochen existierende kommunale Verkehrsbetrieb in Nordamerika.
Der Busbetrieb umfasst zehn Linien, von denen sechs im Stadtzentrum von Vancouver beginnen. Die wichtigste trägt die Nummer 257 und verkehrt zum Horseshoe Bay Ferry Terminal, wo Anschluss an die Fähren der Gesellschaft BC Ferries nach Vancouver Island und Bowen Island besteht. Sämtliche Linien sind in den Verkehrsverbund TransLink der Region Metro Vancouver integriert. West Vancouver Blue Bus ist der erste Busbetrieb Nordamerikas, dessen Fahrzeugpark vollständig auf Rollstuhlgängigkeit umgestellt wurde.